# گورا سورنی
گورا سورنی (انگلیسی: Gora Severny Nunatak) یک کوه در استان آرخانگلسک کشور روسیه است.